# Lužany (Slovacchia)
Lužany (in ungherese Sarlóska) è un comune della Slovacchia facente parte del distretto di Topoľčany, nella regione di Nitra.